# Auguste Rateau
Pour les articles homonymes, voir Rateau.
Pour l’article ayant un titre homophone, voir Râteau.
Auguste Camille Edmond Rateau, né à Royan le 13 octobre 1863 et mort à Neuilly-sur-Seine le 13 janvier 1930, est un ingénieur français spécialiste des turbines, membre de l'Institut, président de la Navigation aérienne.

## Biographie

### Études
Il suit des études, d'abord à l'École polytechnique où il est admis en octobre 1881 puis à l'École des mines de Paris.

### Carrière

#### 1888-1897 - Professeur
ll commence sa carrière comme professeur à l'École des mines de Saint-Étienne de 1888 à 1897.
Il a réalisé en 1896 des lunettes électriques à obturateur dans le but de proposer le visionnage de films en 3D.
Il enseigne également à l'ESTP.

#### 1897-1930 - Carrière industrielle
Il se lance ensuite dans une carrière industrielle exploitant les turbomachines. Il fabrique des ventilateurs pour les mines, des soufflantes pour les aciéries, des pompes à eau, des turbines à vapeur pour bateau et adapte le turbocompresseur pour moteur à combustion interne au moteur d'avion.
Il fut président de la Société française de navigation aérienne.
Auguste Rateau crée un bureau d'études à Paris puis, en 1903, la Société pour l’exploitation des appareils Rateau, qui s'installe en 1917 à La Courneuve. L'usine de La Courneuve, ouverte en 1919, utilise d’abord les machines récupérées de l’ancien établissement de Muizen avant d'être fortement agrandie en 1926 : nouveaux ateliers, bureaux, bassins d’eau pour les turbines, halls pour la fonderie de fonte.

#### 1908-1912 - Maire de Royan
Auguste Rateau est élu maire de Royan aux élections municipales de mai 1908

#### 1918-1930 - Académicien
Il est membre de l'Académie des sciences le 16 décembre 1918.

#### Autres activités
Il est membre de la société hydrotechnique de France de 1912 à 1930.
Il est l'un des créateurs, en 1928, de l'Association française de normalisation, dont il devient président.

#### Décès
Mort en 1930, il repose au cimetière de Passy (Paris).

### Héritages
Après sa disparition, il a été suivi par Marcel Sédille, lui aussi professeur et industriel.
La société a depuis été intégrée dans la société Alstom, et les locaux de La Courneuve sont exploités par Alstom Power Service, puis par l'entreprise américaine GE Steam Power. Elle renaît sous le nom de GEAST, puis d'Arabelle Solutions lors du rachat par EDF en 2024. Cette entité gère la maintenance des turbomachines, turbo-pompes et turbo-compresseurs installés sur les parcs nucléaires, thermiques et industriels en France et dans certaines parties du monde. Selon le site d'Arabelle Solutions, le nom ARABELLE proviendrait de "A. RAteau BELfort".
Une des premières applications du turbocompresseur a été l'adaptation sur le moteur Renault 12 Fe, un V12 de 320 ch équipant l'avion de reconnaissance Breguet XIV A2 pendant la Première Guerre mondiale.

## Distinctions
- Commandeur de la Légion d'honneur en 1925[9]
- Membre de l'Académie des sciences le 16 décembre 1918.

## Hommages
- Auguste Rateau a été peint entre 1936 et 1937 par Raoul Dufy sur sa fresque intitulée La Fée Électricité qui regroupe en particulier 108 savants et penseurs qui ont mis en valeur le rôle de l'électricité dans la vie nationale[10].
- Une rue de Royan porte le nom d'Auguste Rateau depuis 1930[11].
- l'hôtel particulier qu'il fait édifier à Paris avenue Élisée-Reclus par l'architecte Lucien Hesse porte son nom[12]; décoration intérieure confiée à Lucien Lévy-Dhurmer, illustrée par la salle à manger Glycines.

## Publications
- Mécanique appliquée - Sur les turbo-machines (note) (Extrait des Comptes rendus hebdomadaires des séances de l'Académie des sciences, 1891)[13]
- Mécanique appliquée - Théorie des turbo-machines (Extrait des Comptes rendus hebdomadaires des séances de l'Académie des sciences, 1891)[14]
- Considérations sur les turbo-machines (1892, Extrait du bulletin de la Société de l'industrie minérale)
- Mécanique appliquée - Sur la théorie des turbines, pompes et ventilateurs (Extrait des Comptes rendus hebdomadaires des séances de l'Académie des sciences, 1896)[15]
- Traité des turbo-machines (1900)
- Mécanique appliquée - Théorie des hélices propulsives (Extrait des Comptes rendus hebdomadaires des séances de l'Académie des sciences, 1900)[16]
- Mécanique - Méthode d'expériences pour recherches aérodynamiques (Extrait des Comptes rendus hebdomadaires des séances de l'Académie des sciences, 1909)[17]
- Notice sur les travaux scientifiques et techniques (Gauthier-Villars, 1917)
- Théorie des hélices propulsives marines et aériennes et des avions an vol rectiligne (Gauthier-Villars, 1920)
- Turbines hydrauliques article de l'Encyclopédie de mécanique appliqueé (1926)

## Brevets (numérotés < 1,000,000)
- USPTO 730,401 "Mechanical ventilation of electric machines"
- USPTO 768,076
- USPTO 792,455 "Propulsion of screw steamers"
- USPTO 730,842 "Centrifugal pump"
- USPTO 765,994
- USPTO 712,593 "Automatic governor for turbines"
- USPTO 742,231
- USPTO 748,216
- USPTO 712,594 "Stuffing box for turbines"
- USPTO 772,317 "Coupling"
- USPTO 679,242
- USPTO 782,623 "Steam turbine" (1905)
- USPTO 691,914 "Lubricating steam turbines" (1902)
- USPTO 839,320
- USPTO 839,319 "Steam regenerative accumulator"
- USPTO 884,417 "Process of using hot liquids for power purposes" (1908)
- USPTO 968,194